# П'єр Бомарше
П'єр-Оґюсте́н Каро́н де Бомарше́ (фр. Pierre-Augustin Caron de Beaumarchais; 24 січня 1732, Париж — 18 травня 1799, Париж) — французький драматург і публіцист епохи Просвітництва. Редактор Вольтера, він був автором першого закону про авторське право і засновником Товариства авторів.
Шпигун і торговець зброєю для короля, він був людиною дії та боротьби, яка ніколи не здавалася беззбройною перед обличчям ворога чи негараздів. Все його життя було позначене театром, і хоча він найбільш відомий своїми драматичними творами, зокрема трилогією «Фігаро», його життя дивним чином переплітається з його творами.

## Життєпис
Народився в Парижі в сім'ї годинникаря.
Уперше привернув до себе увагу вдосконаленням годинникового механізму. Виготовлені ним годинники мали попит серед аристократичних кіл столиці Франції, завдяки чому для нього відчинилися двері королівського палацу. Зокрема виготовив мініатюрний годинник розміром близько 9 мм. Годинник розміщувався в кільці, а заводився за допомогою обертання невеликого обода, розташованого навколо циферблата. Годинник призначався маркізі де Помпадур. Бомарше давав уроки гри на арфі дочкам Людовіка XV.
Мав широкі зв'язки при дворі, які використав для особистого збагачення та кар'єри. Завдяки доступу до цінної інформації та вмілому її використанню він став компаньйоном найбільшого фінансиста Франції того часу Жозефа-Парі Дювернея (фр. Joseph Pâris Duverney). Успішно займаючись фінансовими спекуляціями до початку революції, Бомарше став одним із найбагатших людей Франції.
У часи війни за незалежність у Північній Америці (1775) Бомарше перебував на дипломатичній службі. Закли́кав французький уряд надати допомогу повстанцям колоній. Сам займався організацією постачання повсталим зброї й значну її частину — на 3 мільйони ліврів — придбав за власні гроші.
У 1773 — 1774 роках опублікував «Мемуари» — гнівну сатиру на бюрократичний паризький парламент (судовий орган), за що його було притягнуто до відповідальності.
Як драматург Бомарше почав свою діяльність, створивши «міщанські драми» «Євгенія» (1767) та «Двоє друзів» (1770). У передмові до «Євгенії» він критикує класицизм і пропонує зробити театр виразником інтересів народу. Написані в атмосфері революційного піднесення у Франції, сповнені гостро соціального змісту, драматичні твори Бомарше «Севільський цирульник» (1775) й особливо «Весілля Фігаро» (1784) поклали початок у французькій літературі новому жанру — політичній комедії. Аби поставити на сцені «Весілля Фігаро», Бомарше довелося кілька років боротися з королівською владою. За цими п'єсами Моцарт і Россіні створили славнозвісні опери. Остання п'єса трилогії Бомарше «Злочинна мати» (1792), написана після революції, своїм за ідейно-художнім значенням набагато слабша від двох попередніх.
«Севільський цирульник» й особливо «Весілля Фігаро» йшли на сценах багатьох українських театрів (перша постановка — у театрі ім. І. Франка, 1920).

## Твори
- 1767 — Євгенія (Eugénie), драма
- 1767 — (L'Essai sur le genre dramatique sérieux)
- 1770 — Двоє друзів (Les Deux amis ou le Négociant de Lyon), драма
- 1773 — Севільський цирульник (Le Barbier de Séville ou la Précaution inutile), комедія, прем'єра відбулася 3 січня 1775
- 1774 — (Mémoires contre Goezman)
- 1775 — (La Lettre modérée sur la chute et la critique du «Barbier de Sérville»)
- 1778 — Божевільний день, або Одруження Фігаро, комедія
- 1784 — Весілля Фігаро (Préface du mariage de Figaro)
- 1787 — (Tarare), опера
- 1792 — Злочинна мати (La Mère coupable ou L'Autre Tartuffe), драма
- 1799 — (Voltaire et Jésus-Christ)

### Українські переклади
- Севільський цирюльник, або марна обережність. X.—К., 1931
- Шалений день, або весілля Фігаро. К., 1951